# 伊勢市立矢持小学校
伊勢市立矢持小学校（いせしりつやもちしょうがっこう）は、三重県伊勢市矢持町にあった公立小学校。跡地は一宇郷福祉会 みどり保育園になっている。

## 概要
- 閉校当時 - 校地面積：3,085m2、校舎：2階建て、運動場：面積 992m2

## 沿革
- 1878年（明治11年）5月10日 - 桂林寺境内観音堂を仮校舎として横輪学校を創立する。
- 1878年（明治11年）10月12日 - 下村瑞珠院を仮校舎として菖蒲学校が創立する。
- 1881年（明治14年）9月 - 菖蒲学校が菖蒲久昌寺へ移転する。
- 1884年（明治17年） - 菖蒲学校の校舎を久昌寺隣接地に新築して移転する。
- 1886年（明治19年） - 発布小学校教則の改正により菖蒲学校は菖蒲小学簡易科授業所に横輪学校は横輪小学簡易科授業所と改称する。
- 1891年（明治24年）5月 - 横輪小学簡易科授業所の校舎を桂林寺境内に新築する。
- 1892年（明治25年）4月 - 小学校令の改正により菖蒲小学簡易科授業所は菖蒲尋常小学校に横輪小学簡易科授業所は横輪尋常小学校と改称する。（修業年限3ヵ年）
- 1901年（明治34年） - 菖蒲尋常小学校、横輪尋常小学校ともに修業年限4ヶ年とする。
- 1906年（明治39年）5月1日 - 菖蒲尋常小学校と横輪尋常小学校が合併し矢持尋常小学校となる。校地を下村明光坂に指定する。横輪校舎を本校、菖蒲校舎を分教場とする。
- 1908年（明治41年） - 尋常科に第5学年を設ける。
- 1909年（明治42年） - 尋常科に第6学年を設ける。横輪校舎、菖蒲校舎のほかに上村薬師堂を借り受け児童を収容する。
- 1911年（明治44年） - 9月10日に新校舎建設を着工する。12月13日に上棟式を挙行する。
- 1912年（明治45年） - 3月30日に新校舎建設が竣工する。4月10日に新校舎に移転する。5月5日に落成式を挙行する。
- 1912年（大正元年）9月22日 - 暴風雨の為、校舎が傾斜する。
- 1916年（大正5年） - 夏季休業中、1912年（大正元年）に傾斜した校舎の大修繕工事を実施する。
- 1924年（大正13年） - 高等科を併置し矢持尋常高等小学校と改称する。
- 1927年（昭和2年） - 年度末休みに増築敷地拡張工事を実施する。
- 1934年（昭和9年） - 9月14日に校舎の増築工事の上棟式を挙行する。11月に増築校舎へ高等生及び尋常5、6年生が移転する。
- 1941年（昭和16年） - 国民学校令の施行に伴い、沼木村矢持国民学校と改称する。
- 1947年（昭和22年） - 学校教育法の施行に伴い、沼木村立矢持小学校と改称する。
- 1949年（昭和24年） - 新運動場が完成する。
- 1955年（昭和30年）4月1日 - 沼木村が伊勢市に編入されるのに伴い伊勢市立矢持小学校と改称する。
- 1956年（昭和31年） - 2月10日に新校舎建設の棟式を挙行する。4月27日に新校舎へ移転する。5月1日または5月10日に落成式を挙行する。
- 1956年（昭和31年）10月 - 講堂が落成する。
- 1959年（昭和34年） - 伊勢湾台風により校舎に大きな被害を受ける。（瓦約1000枚破損）
- 1974年（昭和49年） - 七夕豪雨で通学路が不通となり臨時休学となる。
- 1978年（昭和53年） - 3月20日に最後の卒業式を挙行する。3月25日に閉校式を挙行する。4月1日に伊勢市立上野小学校へ統合する。

## 周辺
- 下村公民館（閉校当時、現・下村集会所）
- 鷲嶺水穴

## 跡地
跡地はみどり保育園として利用されている。園舎は1956年（昭和31年）竣工の旧矢持小学校校舎をそのまま利用する。矢持町は過疎化が進行しているため、みどり保育園では伊勢市街からも園児を集め、豊かな自然の中で野菜や米の栽培体験を行う保育活動や、「みどり保育園レストラン」と称して月に1度地域の高齢者を保育園の給食でもてなす取り組みを行っている。

### 交通アクセス
- 三重交通バス 伊勢市駅前から「床ノ木（いすのき）」行きに乗車、「矢持」バス停下車